# Gerlinde Queißer
Gerlinde Queißer geb. Frönicke (* 1947) ist eine deutsche bildende Künstlerin (Plastikerin) und Innenarchitektin.

## Leben und Wirken
Von 1966 bis 1971 studierte Frönicke Design an der Hochschule für Kunst und Design Halle auf Burg Giebichenstein bei den Professoren Hans Brockhage, Lothar Zitzmann und Rudolf Horn.
Im Jahr 1975 heiratete sie den Maler und Kultursoziologen Max Manfred Queißer (1927–2016), mit dem sie seit 1976 in Radebeul lebte. Gerlinde und Max Manfred Queißer haben einen Sohn. In den Folgejahren entwickelten sie gemeinsame künstlerische Gestaltungskonzepte.
Seit 1980 ist Queißer freischaffend tätig, ihre heutige öffentliche Atelieradresse ist die denkmalgeschützte Villa Meißner Straße 247, die sich 1870 der Bildhauer Friedrich Wilhelm Schwenk in Kötzschenbroda erbauen ließ. Zusätzlich zu ihrer Tätigkeit als Innenarchitektin nahm sie mehrfach an Wettbewerben zu Kunst im öffentlichen Raum beziehungsweise Kunst am Bau teil. Dabei sind die Schwerpunkte ihres Schaffens „geometrisch konstruktive Installationen aus Metall und Glas mit ausgeprägter Bezogenheit auf den architektonischen Raum“.
In der zentralen Eingangshalle des Kreiskrankenhauses Radebeul steht die Strukturplastik „Lichtschatten“, die 1994 von Gerlinde Queißer geschaffen wurde.
Im Jahr 1989 wurde Gerlinde Queißer mit dem Städtischen Kunstpreis der Stadt Radebeul ausgezeichnet.

## Werke (Beispiele)
- 1989: Gebrochener Klang, „Objekt in Stahl, Messing, Plexiglas“; Lobby des Hilton Dresden
- 1994: Lichtschatten, „Objekt in Holz, Spiegelglas“; Eingangshalle des Kreiskrankenhauses Radebeul
- 1998: Sonnenuhr, „Edelstahl, farbig beschichtet“; Kirche in Langenhennersdorf
- 1999: Stütze, „geometrisch-konstruktrive Malerei“; Säule im Foyer des Leibniz-Instituts für Festkörper- und Werkstoffforschung Dresden
- 1999: Gespannt, „Stahlseile und Lichtleiter in verdreht rhythmischer Folge um einen platonischen Körper gespannt“; Friedrich-Schiller-Universität Jena